# Calau-preto
Calau-preto ou calau-preto-e-branco (Lophoceros fasciatus) ou calau-pretibranco é uma espécie africana de calau, nativa da região que se estende do Senegal a Gana. Tais aves possuem plumagem negra com barriga e bico brancos.